# Bigă

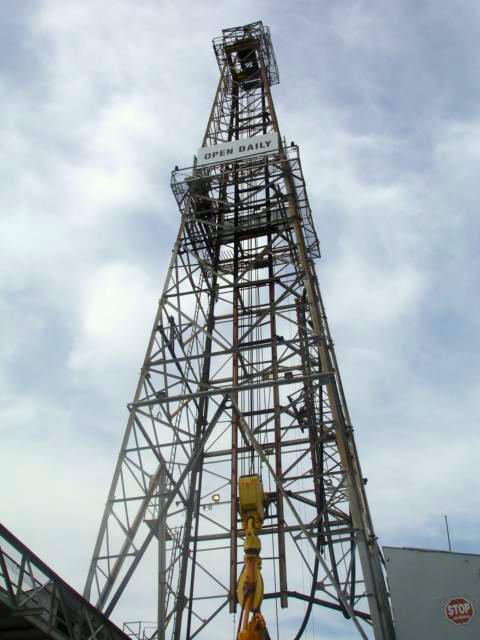

O bigă (în engleză cargo boom ; cargo derrick) (pl. bigi) este un aparat pentru manevra greutăților la bord, făcînd parte din instalația de încărcare-descărcare a navei. Se compune dintr-un tub metalic de lungime determinată, biga propriu-zisă (în engleză derrick boom), articulat aproape de baza catargului sau pe o coloană specială, mobil în plan vertical și orizontal, o serie de manevre curente, un vinci, macarale și palancuri. Bigile se pot confecționa și din lemn, cu întărituri metalice. Se tinde la înlocuirea lor prin granice (în engleză crane). 
Bigile sunt orientate cu niște cabluri rezistente, denumite gaiuri, iar cârligele bigilor, în care se agață mărfurile, se numesc ganciuri.
În poziția de lucru deasupra magaziei, biga trebuie să asigure o bătaie de 2/3 din lungimea gurii de magazie, iar în poziția de lucru laterală să bată 2,5 m în afara bordului pentru bigile obișnuite și 6 - 8 m, pentru bigile grele, spre a asigura operarea directă în și din vagoanele de pe cheu. Capacitatea de ridicare pentru bigile obișnuite ajunge până la 5 tone, iar la bigile grele poate depăși 300 tone. Înclinarea normală de lucru a bigii este de 350 - 450 față de catarg. În operațiile portuare se poate lucra după împrejurări, fie independent cu fiecare bigă, fie în sistem combinat de două bigi (lucru în telefon), într-un bord sau în ambele borduri. O magazie de marfă poate fi deservită de una, două sau patru bigi. Puterea de ridicare se înscrie pe fiecare bigă, clar și vizibil, de regulă prin inițialele S.W.L. (acrinm de la "Safe Working Load" — sarcină admisibilă) urmate de un număr care indică tone (ex. S.W.L. 5 Tons). 
Nava răspunde de neefectuarea normei de încărcare-descărcare cauzată de puterea de ridicare scăzută a bigilor față de puterea declarată, precum și de orice daune, avarii sau accidente rezultate din nepregătirea sau funcționarea defectuoasă a instalației de încărcare.